# Nucleaire wapenwedloop

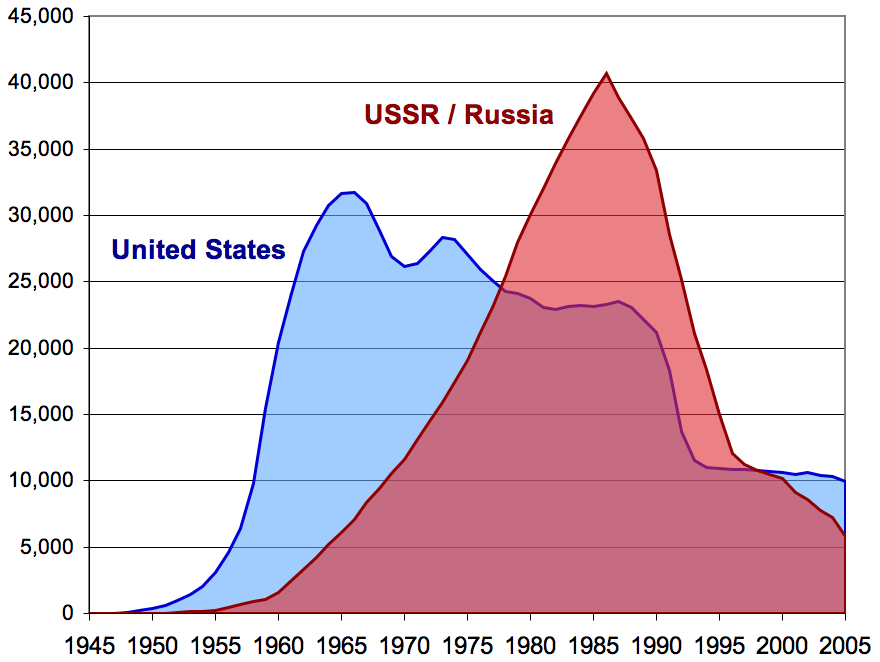
Aantallen nucleaire wapens van zowel de Verenigde Staten als de Sovjet-Unie

De nucleaire wapenwedloop was een competitie om tijdens de Koude Oorlog een overwicht te verkrijgen bij de  nucleaire oorlogsvoering. De wapenwedloop ging tussen de twee toenmalige supermachten, de Verenigde Staten en de Sovjet-Unie, beide gesteund door hun respectievelijke bondgenoten. Na de Koude Oorlog kwam de zogenaamde kernwapenontmanteling, de afbouw van de kernwapenarsenalen, langzaam op gang.